# Bogislav von Studnitz
Bogislav von Studnitz (12 septembre 1888 à Buderose et décédé vers Larissa (Thessalie) le 13 janvier 1943). Il est général de division dans la Wehrmacht durant la Seconde Guerre mondiale.

## Biographie
Issu de la famille noble von Studnitz, il est engagé, en 1914, lors de la première guerre mondiale, comme lieutenant dans la 85e division de Landwehr. La division combat sur le Front de l'Est (Première Guerre mondiale).
En 1940, durant la Seconde Guerre mondiale, il commande la 87e division d'infanterie (Allemagne). La division participe à la Bataille de France. Le 14 juin 1940, il prend possession de l'Hôtel de Crillon et devient temporairement le premier gouverneur militaire de Paris lors de Paris sous l'occupation allemande. 
En 1941, la division est transférée sur le Front de l'Est (Seconde Guerre mondiale). Elle participe à l'opération Barbarossa. La division participe à la Bataille de Moscou. 
Le 17 février 1942, il est transféré dans la Führerreserve. Le 1er janvier 1943, il est transféré à Thessalonique. Il décède dans un accident le 13 janvier 1943 proche de Larissa (Thessalie). Il est enterré au cimetière allemand de Dionyssos-Rapendoza, proche d'Athènes,.       

## Grades
- Fähnrich : 28 février 1907
- Leutnant : 27 janvier 1908
- Oberleutnant : 8 novembre 1914
- Hauptmann : 18 décembre 1915
- Major : 1er janvier 1929
- Oberstleutnant :1er avril 1933
- Oberst : 1er avril 1935
- Generalmajor : 1er août 1938
- Generalleutnant : 1er août 1940

## Décorations
- Croix de fer (1914)
  - 2e classe
  - 1re classe
- Médaille du front de l'Est
- Croix allemande